# Tweedieia laysani
Tweedieia laysani är en kräftdjursart som först beskrevs av M. J. Rathbun 1906.  Tweedieia laysani ingår i släktet Tweedieia och familjen Xanthidae. Inga underarter finns listade i Catalogue of Life.